# The Itchy & Scratchy Show
The Itchy & Scratchy Show (no Brasil, Comichão e Coçadinha) é uma série de animação fictícia apresentada na comédia de situação The Simpsons, criada por Matt Groening. O programa é transmitido no Krusty the Clown Show, assistido regularmente por Bart e Lisa Simpson, da qual retrata um rato da cor azul, Itchy, que repetidamente mutila ou dízima o gato preto Scratchy. A primeira aparição do seriado foi no curta-metragem "The Bart Simpson Show", exibido durante The Tracey Ullman Show em 20 de novembro de 1988. Enquanto em The Simpsons foi no episódio "There's No Disgrace Like Home", transmitido no mês de janeiro de 1990. Sua duração varia entre quinze e sessenta segundos ao mesmo tempo em que é repleta de violência gratuita, sendo também apresentado personagens relacionados à sua produção, como o diretor e produtor Roger Meyers, Jr.
Os personagens Itchy e Scratchy são referidos na mídia como "paródias grotescas" de Tom and Jerry e Herman and Katnip, e seus nomes são inspirados em Pixie e Dixie da série Pixie and Dixie and Mr. Jinks. A história em quadrinhos italiana Squeak the Mouse também foi apontada como uma clara inspiração para ambos os personagens. Como os curtas de Itchy & Scratchy tornaram-se populares entre os fãs da série, os roteiristas de The Simpsons decidiram criar episódios focados em torno da produção do seriado fictício. A exemplo, é o episódio "Itchy & Scratchy & Marge" que critica a censura, outros incluem; "Itchy & Scratchy: The Movie", "The Front", "Itchy & Scratchy Land", "The Day the Violence Died", "The Itchy & Scratchy & Poochie Show" e "Treehouse of Horror IX".

## EmThe Simpsons
The Itchy & Scratchy Show é uma série dentro de uma série que ocasionalmente aparece nos episódios de The Simpsons. Sendo apresentado como um desenho animado com duração de quinze a sessenta segundos, contendo bastante gestos de violência gratuita — quase sempre iniciados por Itchy. Itchy & Scratchy vai ao ar como um desenho fixo no programa The Krusty the Clown Show, e já chegou a ser exibido em Sideshow Bob's Cavalcade of Whimsy e Gabbo.
Itchy & Scratchy é referido como uma paródia de desenhos animados tradicionais ou imitações de filmes famosos, mas o enredo é sempre violento. O exemplo mais notável é Tom and Jerry, uma série animada que também gira em torno de uma briga constante entre um gato e um rato, com este último sempre sobressaindo-se. Em alguns curtas da série foram incluídas as paródias Scratchtasia e Pinitchio, dos filmes Fantasia e Pinocchio, respectivamente. Alusões ao universo da animação também são predominantes, como em Manhattan Madness durante o episódio "The Day the Violence Died", inspirado em Gertie the Dinosaur — uma das primeiras animações a serem realizadas. Por vezes, Itchy e Scratchy estão presentes para representar uma versão exagerada dos acontecimentos que ocorrem paralelamente, como em "Deep Space Homer", onde Homer Simpson é contratado pela NASA e enviado ao espaço da qual assiste a um episódio de The Itchy & Scratchy Show, onde satiriza diretamente os filmes 2001: A Space Odyssey e Alien.

### Produção fictícia
Chester J. Lampwick criou o personagem Itchy para o filme mudo Manhattan Madness (1919), ano em que ocorreu a primeira aparição de Felix the Cat, onde o rato agride brutalmente o político Theodore Roosevelt e um cidadão irlandês. Posteriormente, o personagem é despojado por Roger Meyers. Enquanto, Scratchy foi introduzido em 1928 no desenho animado That Happy Cat. Seguidamente foi apresentado o primeiro episódio com Itchy e Scratchy, Steamboat Itchyn, uma paródia de Steamboat Willie. Além de curtas-metragens, ambos estrelaram os filmes Pinocchio e Scratchtasia, aparecendo ainda em comerciais televisivos de cigarros.
O Itchy & Scratchy Studios é administrado por Roger Meyers Jr., filho de Roger Meyers, o suposto criador do desenho animado. A companhia entra em falência após Lampwick exigir uma indenização de 800 milhões de dólares, mas é salva depois de uma grande quantia do governo dos Estados Unidos pelo plágio do personagem Mr. Zip. Após Marge Simpson liderar um protesto contra a violência no programa, o mesmo passa por uma breve reformulação, contudo volta ao seu formato anterior. O sucesso de Itchy & Scratchy gerou uma adaptação cinematográfica vencedora do Oscar, parques de diversões, um musical e uma versão jamaicana intitulada The Itchem and Scratchem Blow.

## Produção

### Antecedentes

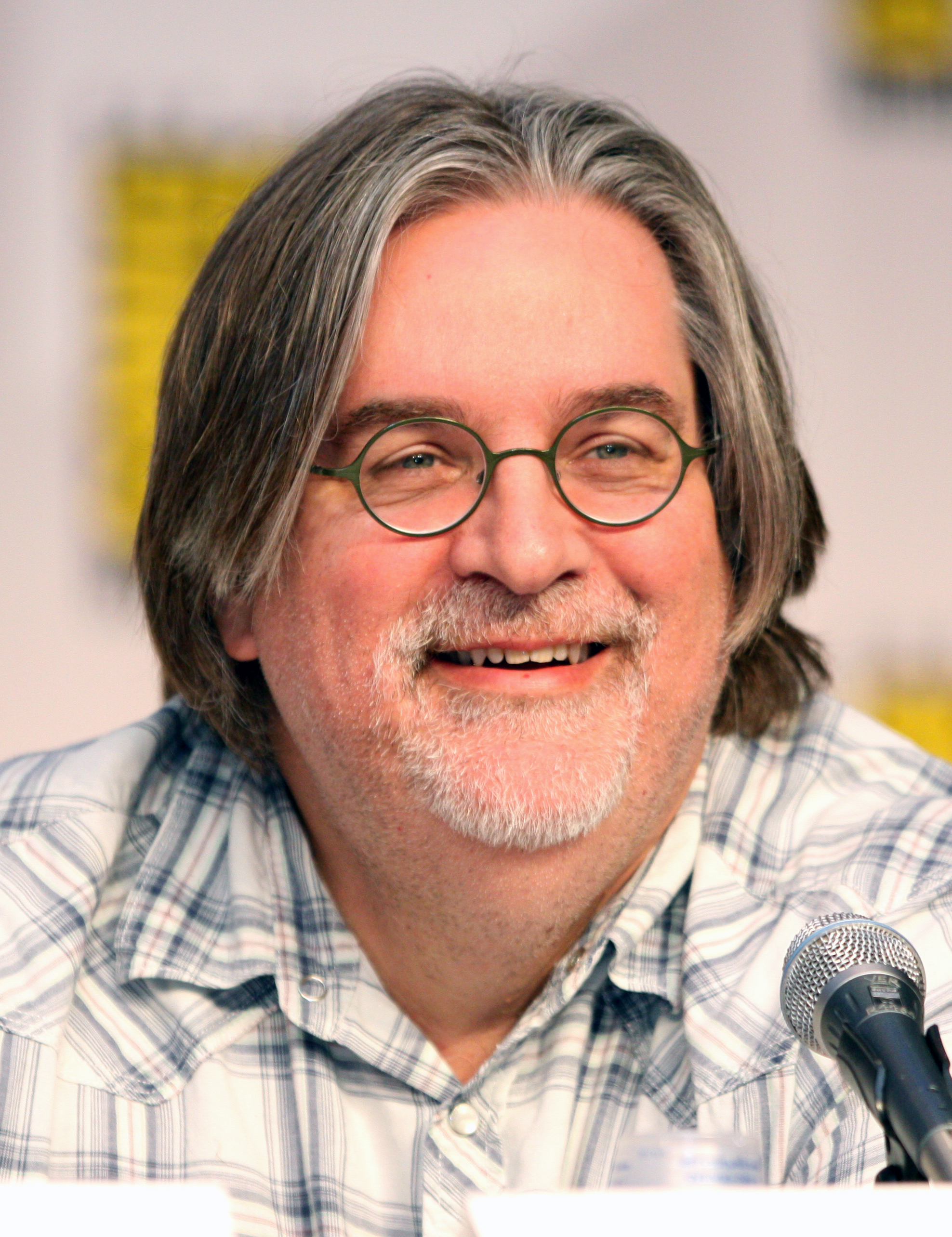
Matt Groening, criador de The Simpsons e seus personagens.

A primeira aparição de The Itchy & Scratchy Show ocorreu no curta-metragem "The Bart Simpson Show", exibido durante o programa The Tracey Ullman Show em 20 de novembro de 1988. Com  exceção da família Simpson, foram os primeiros personagens recorrentes a aparecer na animação. Uma influência notável na produção fictícia é Tom and Jerry, assim como outros desenhos animados sobre gato e rato. Quando criança, Matt Groening e seus amigos idealizavam uma animação super violenta e como seria divertido trabalhar em tal. Os nomes "Itchy" e "Scratchy" são inspirados em Pixie e Dixie da série Pixie and Dixie and Mr. Jinks. A história em quadrinhos italiana Squeak the Mouse também foi apontada por críticos como uma clara inspiração para ambos os personagens. David Silverman afirmou que "a hilariante maldade" em Herman and Katnip é outra grande influência. Um dos motivos pelos quais Groening começou a trabalhar no mundo da animação foi o seu interesse pelo filme One Hundred and One Dalmatians (1961). No longa-metragem, os cachorrinhos assistem televisão e a ideia de ter um desenho animado dentro do mesmo interessou a Groening — que utilizou tal conceito para a concepção de The Itchy & Scratchy Show.